# Tajemnica Diabelskiego Kręgu
Tajemnica Diabelskiego Kręgu – polska powieść fantasy autorstwa Anny Kańtoch, wydana po raz pierwszy 6 listopada 2013, nakładem Wydawnictwa Uroboros. Jest pierwszym tomem trylogii o tym samym tytule. Książka została przetłumaczona i wydana na Ukrainie.  Opowiada o trzynastoletniej Ninie zamkniętej w klasztorze razem z aniołami.